# Reliquiario

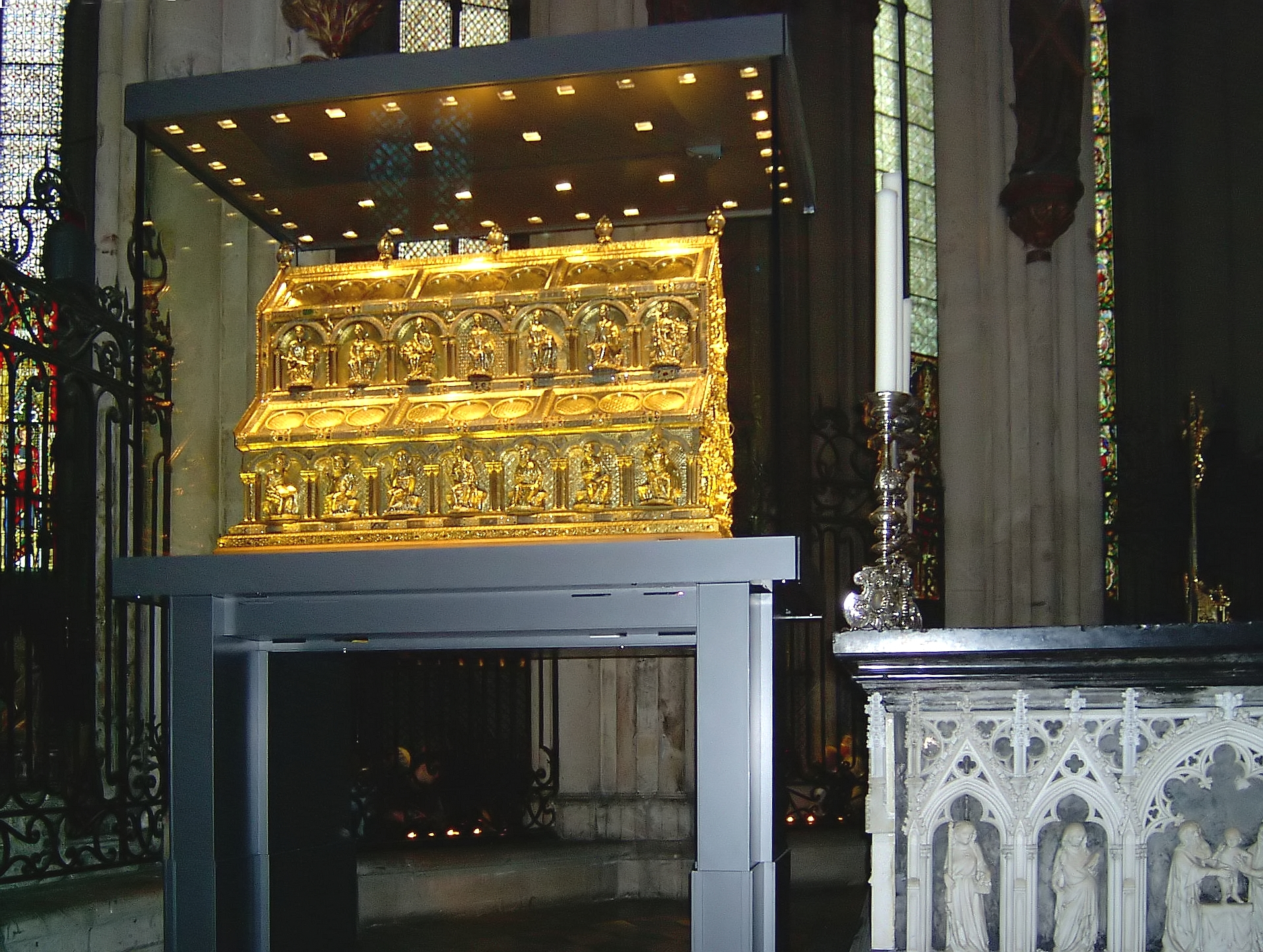
Reliquiario dei Re Magi nel Duomo di Colonia.

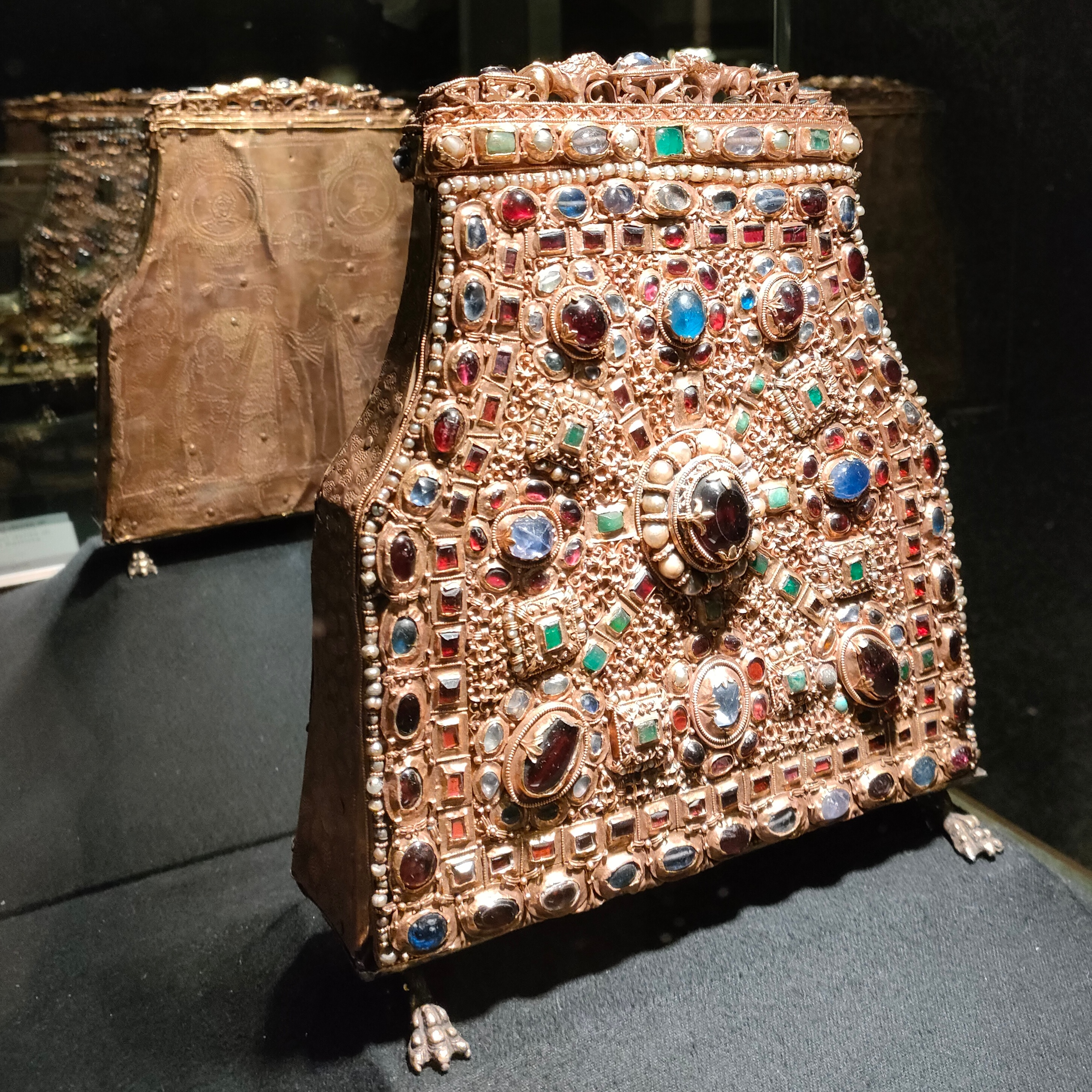
Reliquiario del dente di san Giovanni Battista, Monza, Museo e tesoro del duomo di Monza.

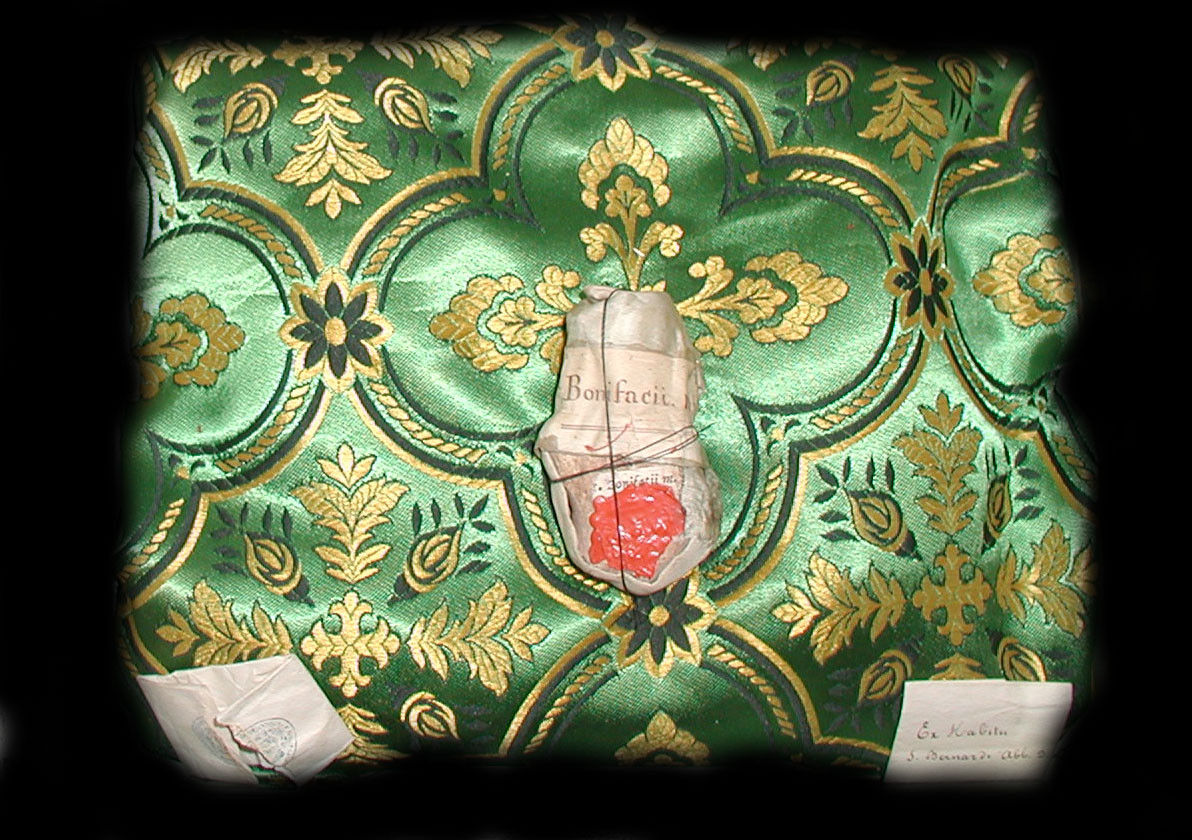
Visione dell'interno dello scrigno di San Bonifacio nell'eremo di Warfhuizen in Paesi Bassi. Il piccolo contenitore sulla sinistra conterrebbe un frammento di osso di san Benedetto da Norcia, quello sulla destra un pezzo di abito di san Bernardo di Clairvaux e il pacchetto al centro (circa 5 cm) la reliquia di san Bonifacio.

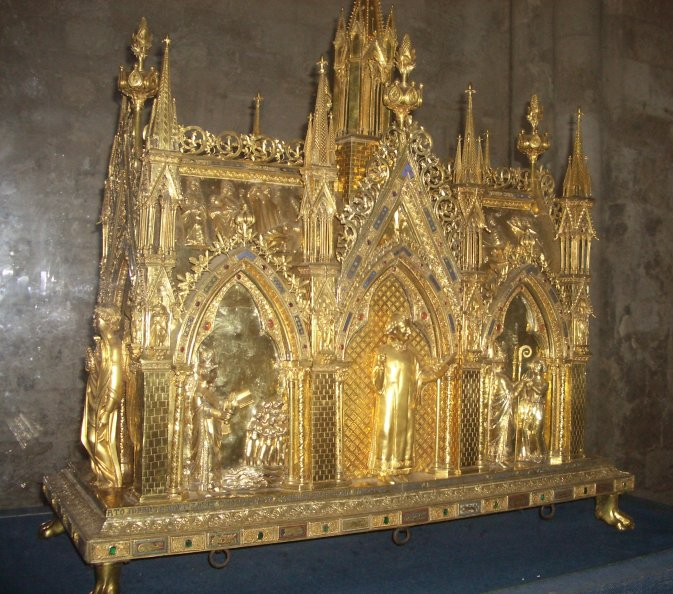
Il reliquiario di san Taurino, nella chiesa parrocchiale di Évreux.

Un reliquiario è un contenitore di reliquie di santi, generalmente frammenti di ossa o di altre parti del corpo, oppure oggetti ad essi appartenuti o frammenti di essi, ad esempio del vestiario, oppure ancora oggetti miracolosi. Funzione del reliquiario è la degna conservazione della reliquia ed, eventualmente, la sua esposizione ai fedeli come oggetto di venerazione.

## Storia
I reliquiari cominciarono a essere impiegati, per la conservazione di reliquie di santi, intorno al IV secolo. Servivano a proteggere e mostrare le sacre reliquie in essi contenute ed erano considerati capaci di ottenere miracoli e guarigioni per mezzo dell'intercessione dei santi ai quali erano appartenute. I reliquiari hanno varie forme in funzione del tipo di reliquia che devono contenere e sono degli oggetti molto preziosi costruiti con metalli preziosi lavorati in maniera artistica. Vengono esposti alla venerazione dei fedeli, normalmente nei giorni della ricorrenza del loro festeggiamento o portati in processione negli stessi periodi.
I primi reliquiari erano molto semplici, spesso delle cassette di legno o anche delle riproduzioni di chiese e prendevano il nome di scrigno.
Reliquie della croce sulla quale era morto Gesù Cristo divennero molto comuni dal IX secolo ed erano contenute in reliquiari a forma di croce riccamente lavorati in oro e argento e decorati con smalti e pietre preziose. Dal X secolo cominciarono ad apparire reliquiari aventi la forma esterna del tipo di reliquia in essi contenuta, e pertanto apparvero reliquiari a forma di mano, teschio, braccio ed altre parti del corpo umano. Ad esempio il cranio di papa Alessandro I venne conservato in un reliquiario trasparente che consentiva la visione della reliquia contenuta al suo interno.
Il feretrum fu una forma medioevale di reliquiario o scrigno, contenente l'effigie sacra o la reliquia di un santo.
Dal tardo medioevo i reliquiari assunsero una fattura che consentiva la visione, attraverso un cristallo di rocca o una capsula di vetro, delle reliquie contenute. Questo per rendere più reale l'effetto sui fedeli. Nello stesso periodo iniziò la produzione di reliquiari preziosi che divennero presto oggetti di splendida oreficeria.
La Riforma protestante realizzata da Martin Lutero si oppose all'uso dei reliquiari considerandoli oggetto di idolatria. Molti reliquiari, particolarmente in nord Europa, vennero distrutti durante la Riforma per toglierli di mezzo e recuperare i metalli preziosi contenuti dei reliquiari. Nonostante ciò, l'uso e la produzione di reliquiari continua ad essere attuale nella Chiesa cattolica ed in quella ortodossa. I reliquiari realizzati dopo la post-riforma, hanno la tendenza ad avere un lato in vetro in modo da mostrare il loro contenuto.